# 轩辕九
轩辕九(ε Leo / 狮子座ε)是狮子座的第五亮星，距离地球约250光年。轩辕九英文俗名Ras Elased (Australis) 或Asad Australis以及Algenubi，它们都派生自阿拉伯语رأس الأسد الجنوبي rās al-’asad al-janūbī，意为“狮子头部以南（的星）”，同时用拉丁语australis（意为“南部”）进行了修饰。 

## 天体特性
轩辕九的光谱型为G1II，是类似于太阳的G型恒星，但比太阳更大、更亮。  它的绝对星等为-1.46，实际上比狮子座的α星轩辕十四还要亮；但它的视星等只有+2.975。
轩辕九是一颗造父变星，亮度在数天之内变化约0.1个星等。